# Клерг, Люсьен
Люсьен Клерг (фр. Lucien Clergue, 14 августа 1934, Арль — 15 ноября 2014, Ним) — французский фотохудожник, первый фотограф, избранный членом Академии изящных искусств Франции (2007). C 2013 года он являлся президентом Академии.

## Биография
Фотограф-самоучка.
В 1953 году, воспользовавшись корридой в Арле, показал свои работы Пикассо, получил его одобрение и поддержку.
В 1968 году вместе со своим другом Мишелем Турнье организовал в Арле ежегодный Международный фестиваль фотографии , который превратился из малобюджетного творческого проекта в значимое событие в области художественной фотографии". Люсьен Клерг способствовал открытию в Арле Национальной высшей школы фотоискусства (1982).

## Творчество
Опубликовал свыше 75 фотоальбомов.
В 1979 год — единственным самоучкой во Франции — защитил в Университете Прованса диссертацию по фотоискусству, представив на защиту, без единой строчки текста, серию работ Искусство песка с предисловием Ролана Барта.
В 2007 году в Арле была развернута масштабная ретроспектива его работ 1953—2007 годов.
В 2011 году в рамках VII Московского международного фестиваля «Мода и стиль в фотографии» работы Клерга были показаны в Москве ( Архивная копия от 8 сентября 2019 на Wayback Machine).

## Признание
Кавалер ордена Почётного легиона (2003), кавалер ордена Заслуг, командор ордена Искусств и литературы.